# Sit capblanc
El sit capblanc (Emberiza leucocephalos) és una espècie d'ocell de la família dels emberízids (Emberizidae) que habita boscos clars i arbustos, sovint a prop de l'aigua, a Sibèria, des del nord dels Urals i el Massís de l'Altai, cap a l'est fins al Mar d'Okhotsk i Sakhalín, i cap al sud fins a Mongòlia i algunes zones de la Xina.

## Etimologia
El nom del gènere Emberiza prové de l'alemany alamànic «Embritz», un «bunting». "Leucocephalos" específic és del grec antic «leukos», "blancs", i «kephalos», "cap".

## Descripció i cançó
El sit capblanc és un ocell robust de 16 a 17,5 centímetres, amb un bec gruixut per menjar llavors. El mascle té el cap i les galtes blanques, el front i la gola de color castany i l'esquena marró molt ratllada. La femella és molt més apagada i té més vetes a la part inferior. El plomatge no reproductor és com el d'una verderola però amb tot el groc substituït pel blanc. El cant i reclam de les dues espècies són molt semblant.

## Cria i hàbitat
Es reprodueix a gran part de l'Àsia temperada, a l'hivern migra cap al sud, cap a l'Àsia central, el nord de l'Índia i el sud de la Xina. És comú en tot tipus de terrenys oberts amb alguns matolls o arbres, inclòs el cultiu, però té una major preferència pel bosc obert (generalment pins) que la verderola amb la que està molt relacionat. A l'oest d'Europa és un rar divagant, però sovint hiverna al nord-est d'Itàlia i la Toscana.

## Subespècies
Es reconeixen dues subespècies:
- E. l. leucocephalos (Gmelin, SG, 1771) Monts Urals, Mar d'Okhotsk, illes Sakhalin i Kurils, nord-est del Kazakhstan, est de Kirguizstan i nord-oest denw Xinjiang, nord i centre de Mongòlia.
- E. l. fronto (Stresemann, 1930) centre i nord-est de Qinghai i oest de Gansu.